# Stokkseyri
Stokkseyri ist ein Fischerort im Süden von Island.
Der Gaulverjabæjarvegur  führt durch den Ort.
Im östlichen Teil heißt er innerorts Hásteinsvegur, dann Eyrarbraut.
Der Ort gehört zu der Gemeinde Árborg und hat 521 Einwohner (Stand 1. Januar 2023).
Die Fahrstrecke nach Selfoss beträgt knapp 15 km.
Nach Westen sind es 6 km bis nach Eyrarbakki.
Vom 18. Mai 1897 bis zum 7. Juní 1998 gab es eine selbständige Gemeinde Stokkseyri (Stokkseyrarhreppur).
Etwa 4 km östlich von Stokkseyri ist das Rjómabúið Baugsstaðir zu besichtigen, die letzte erhaltene Kleinmolkerei des Landes.

## Þuríðarbúð
In Stokkseyri wurde 1949 in der Strandgata die Þuríðarbúð errichtet, etwa an der Stelle, wo Þuríður Einarsdóttir (1777–1863) ihre Fischerhütte hatte.
Þuríður, die meist Þuríður formaður (Vormann Þuríður, Bootsführer) genannt wurde, war eine der wenigen Frauen, die in der Zeit zum Fischfang fuhren.
Fast ein halbes Jahrhundert bis 1843 fuhr sie meist als Vormann zum Fischfang.
Für dieses kleine Fischereimuseum wurde ein Torfhaus neu errichtet, wie sie im 19. Jahrhundert üblich waren.

## Söhne und Töchter des Ortes
- Páll Ísólfsson (1893–1974), Komponist, Organist, Lehrer und Dirigent